# Hans Hornberger
Hans Hornberger (* 12. Juli 1907 in Bayreuth; † 14. Februar 1944 im KZ Neuengamme) war Widerstandskämpfer gegen den Nationalsozialismus.

## Leben
Hans Hornberger wurde in Bayreuth als Sohn von Christiana Müller verehelichte Hornberger geboren. Nach dem Besuch der Volksschule erlernte er den Beruf des Maschinenschlossers und ging anschließend auf Wanderschaft.
1928 fand er Arbeit auf der Werft von Blohm & Voss im Schiffs- und Flugzeugbau und ließ sich in Hamburg nieder. 1929 schloss er sich der KPD an.
1931 heiratete er Margarete Kummerow. 1932 wurde die erste Tochter Gerda geboren.

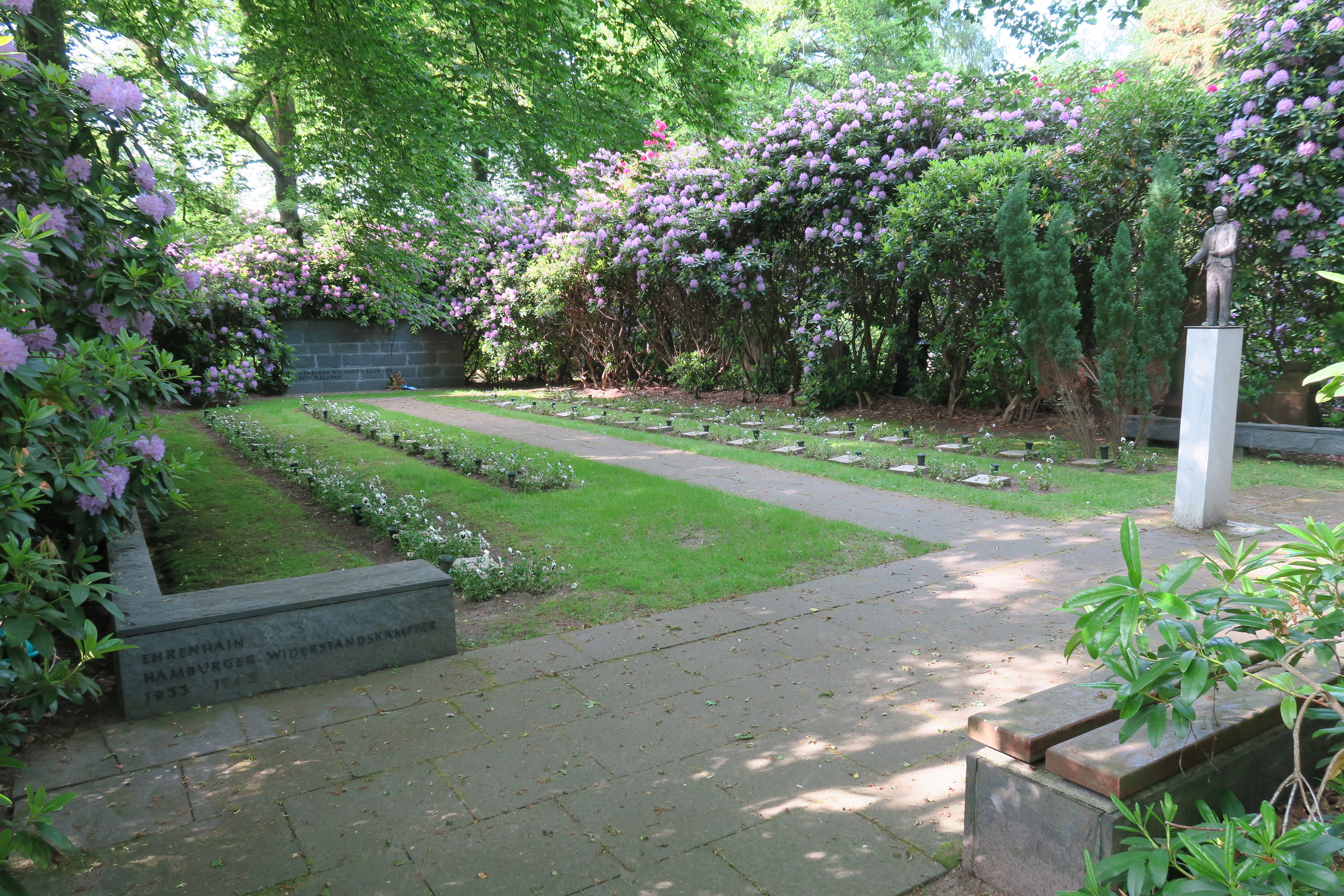
Ehrenhain Hamburgischer Widerstandskämpfer

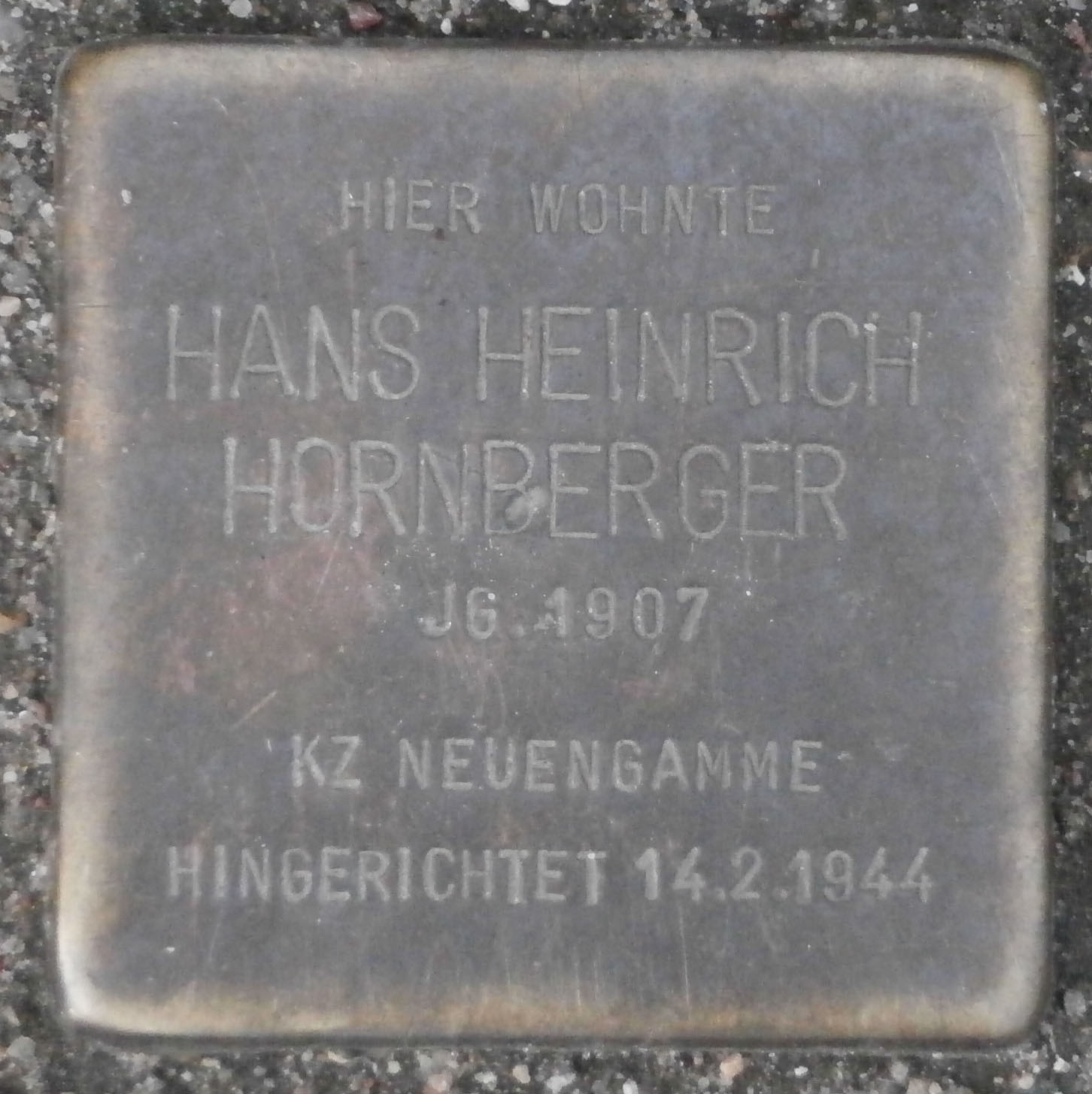
Stolperstein Hans Heinrich Hornberger

Während des Kriegs wurde Hornberger von Robert Abshagen und Franz Jacob für den Wiederaufbau der KPD in Hamburg gewonnen. Er übernahm mit Jonny Stüve und Walter Reber die Anleitung illegaler Dreiergruppen bei Blohm & Voss. Er wirkte mit einer Gruppe polnischer Kriegsgefangener um Michael Pozywilek zusammen, sammelte für sie und illegal lebende Genossen Lebensmittelkarten, Kleidung und Geld.
Hornberger wurde am 19. Oktober 1942 verhaftet. Nach 4 Monaten Gestapo-Haft in Fuhlsbüttel wurde er in die Untersuchungshaftanstalt Hamburg am Holstenglacis überführt. Nach den Luftangriffen auf Hamburg im Sommer 1943 erhielt er wie viele Gefangene zwei Monate Hafturlaub. Er stellt sich aber nach Ablauf der Frist nicht, sondern fuhr nach einem Aufenthalt bei seiner Familie wieder nach Hamburg, um sich weiter an konspirativer Arbeit zu beteiligen.
Dem Gestapo-Spitzel Alfons Pannek gelang es, sich als „Genosse Hans Müller“ mit Hornberger bekanntzumachen. Hornberger wurde erneut am 4. Januar 1944 verhaftet und in das Polizeigefängnis Fuhlsbüttel eingewiesen. Der Oberreichsanwalt klagte ihn zusammen mit sieben weiteren Arbeitern und dem Berufsschullehrer Ernst Mittelbach an.
Die Gestapo beschloss gegen die Widerstandskämpfer Hornberger, Gustav Bruhn und Elisabeth Bruhn sowie Kurt Schill ein Exempel zu statuieren. Ohne Gerichtsurteil wurden sie auf Exekutionsbefehl Heinrich Himmlers am 14. Februar 1944 in das KZ Neuengamme gebracht und dort am gleichen Tag im Exekutionsbunker gehängt.
Die zweite Tochter Heidi-Margret wurde im Juni 1944 geboren.

## Gedenken
An Hans Hornberger wird mit einem symbolischen Grab im Ehrenhain Hamburgischer Widerstandskämpfer auf dem Hamburger Friedhof Ohlsdorf erinnert (2. Reihe von links, 6. Stein).
In Hamburg-Eimsbüttel befindet sich vor Hornbergers letzter Wohnadresse Kleiner Schäferkamp 48 ein Stolperstein zu seinen Ehren.